# Имаи, Хидэто
Хидэто Имаи (яп. 今井•英人, англ. Hideto Imai, родился 16 августа 1974 года в пос. Сагамихара, префектура Канагава) — японский конькобежец, специализирующийся в шорт-треке. Участвовал в Олимпийских играх 1994 года. Чемпион мира 1994 года. Окончил в 1996 году Университет Яманаси Гакуин.

## Спортивная карьера
Хидэто Имаи начал заниматься шорт-треком в раннем возрасте. В сборной дебютировал в 1990 году в возрасте 15 лет на зимних Азиатских играх в Саппоро. В 1993 году на командном чемпионате мира в Будапеште и занял 4-е место. В феврале 1994 года на зимних Олимпийских играх в Лиллехаммере занял 5-е место в эстафете. В марте на чемпионате мира в Пекине завоевал золотую медаль в составе эстафеты.
Ещё через год на очередном чемпионате мира в Йёвике выиграл бронзовую медаль в эстафете.
На зимних азиатских играх в Кангвоне в 1999 году завоевал бронзу в беге на 1000 м и серебро в эстафете.
В настоящее время работает в Фонде развития культуры и спорта города Обихиро, занимается обучением подрастающего поколения. Живет в Макубецу с женой и двумя учениками начальной школы.